# Mafia!
Mafia! (ang. Jane Austen's Mafia!) – amerykański film fabularny z 1998 roku w reżyserii Jima Abrahamsa, parodia filmów gangsterskich. W głównej roli wystąpił Lloyd Bridges.

## Fabuła
Akcja filmu rozgrywa się najpierw we Włoszech, a potem w USA. 10-letni Vincenzo Cortino uciekając przed zemstą grupy przestępczej wyjeżdża do Ameryki. Po wielu latach Vincenzo zostaje potężnym i rozgarniętym szefem grupy przestępczej. Przychodzi czas, by przekazać władzę jednemu z synów. Są to: znany z porywczej natury Joey i wykształcony, opromieniony sławą bohatera po wojnie koreańskiej Anthony. Gdy konkurencyjna "rodzina” podejmuje próbę usunięcia Vincenza, Anthony porzuca marzenia o spokojnym życiu u boku Diane i planuje krwawą zemstę.

## Obsada
- Lloyd Bridges – Vincenzo Cortino, ojciec chrzestny mafii
- Jay Mohr – Anthony Cortino, młodszy syn Vincenza i brat Joeya
- Billy Burke – Joey Cortino, starszy syn Vincenza i brat Anthony'ego
- Christina Applegate – Diane Cortino, późniejsza prezydent USA i żona Anthony'ego
- Olympia Dukakis – Sophia Cortino, matka Vincenza